# Thomas Jensen (politiker)
 For alternative betydninger, se Thomas Jensen. (Se også artikler, som begynder med Thomas Jensen)
Thomas Jensen (født 19. oktober 1970 i Århus) er en dansk politiker, der siden 13. november 2007 har været medlem af Folketinget for Socialdemokraterne.
Thomas Jensen blev udnævnt til erhvervsordfører 1. september 2014. Thomas Jensen har tidligere været skatteordfører fra 2011-2014 og boligordfører fra 2008-2011. Thomas Jensen er medlem af Folketingets Erhvervs-, Vækst- og Eksportudvalg og af Udlændinge- og Integrationsudvalget.
Thomas Jensen er tidligere formand for Skatteudvalget, medlem af Folketingets Finansudvalg, Skatteudvalg, Kommunaludvalg, By- og Boligudvalg, Europaudvalg, Grønlandsudvalg, Færøudvalg, Udvalget til Valgs Prøvelse, Beskæftigelsesudvalget, Energiudvalget og tidligere medlem af Nordisk Råd.
Thomas Jensen er desuden ligesom blandt andet folketingskollegaerne Leif Mikkelsen, Kristian Pihl Lorentzen og René Gade udnævnt som ambassadør for Silkeborg IF.

## Baggrund
Thomas Jensen nedstammer fra samme forfædre som det socialdemokratiske folketingsmedlem, Peter Sabroe (1867-1913), som blev født i Gødvad ved Silkeborg.  Hans oldefar og bedstefar var tidligere sognerådsformænd.
Thomas Jensen er født i Aarhus, men opvokset i Voel, udenfor Silkeborg. Han gik i syv år på byens folkeskole, 8.-9. Klasse på Fårvang skole, og derefter tog han 10. klasse på Bjergsnæs Efterskole. Han blev student fra Silkeborg Gymnasium i 1990. Bachelor i statskundskab fra Københavns Universitet 2006.
Han arbejdede i Socialdemokratiet fra 2002-2004 og hos LO Danmark fra 2004-2007, hvor han arbejdede med arbejdsmarkeds-, beskæftigelses- og erhvervspolitik.
Thomas Jensen er gift og har tre børn.

## Politisk karriere
Efter folketingsvalget i 2005 blev Thomas Jensen opstillet som folketingskandidat i Silkeborgkredsen i Århus Amtskreds. Efter valgkredsreformen blev han i 2007 opstillet i Silkeborg Sydkredsen i Vestjyllands Storkreds. I 2007 blev Thomas Jensen valgt til Folketinget i denne kreds med i alt 12.288 stemmer. I 2011 blev han genvalgt til Folketinget med 12.991 stemmer. I 2015 blev han genvalgt til Folketinget med 13.462 stemmer. 
I 2014 blev han i medierne nævnt som en af flere kandidater til at overtage posten som skatteminister efter Morten Østergaard. Det blev dog Benny Engelbrecht, der fik ministerposten.

## Tillidshverv
Thomas Jensen har været formand for Frit Forum Roskilde 2002-2003, medlem af Nordisk Investeringsbanks kontrolkomite 2012-2014, af Danmarks Nationalbanks repræsentantskab fra 2014-15 og af Skatterådet i 2015. 

## Publikationer
Sammen med Carsten Jensen og Jonas Jensen redigerede han debatbogen ”Nye vinde, nye veje – Socialdemokraterne i en stormfuld tid” fra Samfundslitteratur i 2002.